# Money for Nothing (singel Dire Straits)
Money for Nothing – utwór zespołu Dire Straits, skomponowany przez Marka Knopflera, wydany w 1985 roku na albumie Brothers in Arms. Po ponownym wydaniu kompozycji jako singel, stała się ona międzynarodowym przebojem. Piosenka charakteryzowała się kontrowersyjnym, jak na tamte czasy, tekstem oraz imponowała nowatorskim teledyskiem. „Money for Nothing” był wideoklipem, który jako pierwszy został wyemitowany przez zaczynającą swą działalność międzynarodową stację telewizyjną MTV Europe 1 sierpnia 1987 roku.
Tekst utworu przedstawia punkt widzenia pracownika fizycznego pracującego w dziale AGD/RTV w domu towarowym. W jednym z wywiadów Mark Knopfler, lider zespołu, odsłonił kulisy powstania tekstu:

„Główny bohater wideoklipu Money for Nothing to facet, który pracuje w dziale technicznym sklepu z RTV, AGD i kuchniami robionymi na zamówienie klienta. Postać ta śpiewa sobie piosenkę. Napisałem ten utwór, gdy byłem akurat w takim sklepie. Pożyczyłem kawałek papieru i zacząłem pisać słowa. Chciałem użyć jak najwięcej wyrazów, które słyszałem od prawdziwego faceta, ponieważ to było bardziej naturalne.”

Komentarze mężczyzny dotyczące muzyka pokazywanego właśnie w MTV zawierały określenia typu: „wali w bongosy jak szympans” (Bangin’ on the bongoes like a chimpanzee), „mała ciota z kolczykami i makijażem” (See the little faggot with the earring and the makeup), „pieniądze za nic i laski za darmo” (Money for nothin’ and chicks for free).
Teledysk do utworu prezentował wczesną animację komputerową opartą na grafice wektorowej. Mimo iż animacja wydawała się zbyt surowa jak na ówczesne standardy, to wideoklip był jednym z pierwszych, w którym zaprezentowano animowane i generowane komputerowo ludzkie postacie. Teledysk od razu uznano za przełomowy ze względu na wykorzystaną technikę i uzyskany efekt.
Autorstwo słów utworu należy podzielić pomiędzy Marka Knopflera, jak i Stinga, mimo iż udział Stinga ograniczał się do słów „I Want My MTV” („Chcę swoje MTV”), będących nawiązaniem do sposobu myślenia klientów i ich nieskomplikowanych, zdaniem autora, potrzeb. Jest to niejako odpowiedź na oferty firm instalujących telewizory czy telewizję kablową bądź satelitarną – „cokolwiek, bylebym miał swoje MTV”. W utworze można też uslyszeć głos Stinga w tle gdzie wyższe partie głosowe refrenu i falsetowe są wykonane przez niego samego co dopełnia wielowymiarowość tego utworu.